# Giải vô địch bóng đá Đông Á 2022
Cúp bóng đá Đông Á 2022 (tiếng Anh: 2022 EAFF E-1 Football Championship, tiếng Nhật: EAFF E-1 サッカー選手権 2022) là giải đấu bóng đá sắp tới do Liên đoàn bóng đá Đông Á (EAFF) tổ chức. Đây sẽ là mùa giải thứ 9 của Cúp bóng đá Đông Á, giải vô địch bóng đá của khu vực Đông Á. Ban đầu, vòng chung kết dự kiến tổ chức tại Trung Quốc vào năm 2022. Tuy nhiên, vào ngày 19 tháng 4 năm 2022, EAFF đã thông báo rằng Nhật Bản sẽ đăng cai vòng chung kết. Đây sẽ là lần thứ tư quốc gia này đăng cai giải đấu. Trong phiên bản này, Vòng sơ loại 1 và 2 không được tiến hành. Triều Tiên rút lui khỏi giải đấu và vị trí còn lại của các đội tham dự vòng chung kết được quyết định dựa trên xếp hạng FIFA vào ngày 31 tháng 3 năm 2022.
Nhật Bản đã vô địch giải đấu khi đứng nhất trong bảng xếp hạng.

## Các đội tuyển tham dự
Dưới đây là các đội tuyển tham dự giải đấu.
| Đội tuyển          | Liên đoàn       | Lần tham dự | Thành tích tốt nhất lần trước          |
| ------------------ | --------------- | ----------- | -------------------------------------- |
| Trung Quốc         | HHBĐ Trung Quốc | Lần thứ 9   | Vô địch (2005, 2010)                   |
| Hồng Kông          | HHBĐ Hồng Kông  | Lần thứ 4   | Hạng tư (2003, 2010, 2019)             |
| Nhật Bản (chủ nhà) | HHBĐ Nhật Bản   | Lần thứ 9   | Vô địch (2013)                         |
| Hàn Quốc           | HHBĐ Hàn Quốc   | Lần thứ 9   | Vô địch (2003, 2008, 2015, 2017, 2019) |

## Địa điểm
Các trận đấu được tổ chức tại 2 địa điểm.
| ToyotaKashimaGiải vô địch bóng đá Đông Á 2022 (Nhật Bản) |                     |                              |
| ToyotaKashimaGiải vô địch bóng đá Đông Á 2022 (Nhật Bản) | Toyota              | Kashima                      |
| -------------------------------------------------------- | ------------------- | ---------------------------- |
| ToyotaKashimaGiải vô địch bóng đá Đông Á 2022 (Nhật Bản) | Sân vận động Toyota | Sân vận động bóng đá Kashima |
| ToyotaKashimaGiải vô địch bóng đá Đông Á 2022 (Nhật Bản) | Sức chứa: 44.380    | Sức chứa: 40.728             |
| ToyotaKashimaGiải vô địch bóng đá Đông Á 2022 (Nhật Bản) |                     |                              |

## Bảng xếp hạng
| VT | Đội             | ST | T | H | B | BT | BB | HS  | Đ | Kết quả chung cuộc |
| -- | --------------- | -- | - | - | - | -- | -- | --- | - | ------------------ |
| 1  | Nhật Bản (H, C) | 3  | 2 | 1 | 0 | 9  | 0  | +9  | 7 | Vô địch            |
| 2  | Hàn Quốc        | 3  | 2 | 0 | 1 | 6  | 3  | +3  | 6 | Á quân             |
| 3  | Trung Quốc      | 3  | 1 | 1 | 1 | 1  | 3  | −2  | 4 | Hạng ba            |
| 4  | Hồng Kông       | 3  | 0 | 0 | 3 | 0  | 10 | −10 | 0 | Hạng tư            |

## Các trận đấu
| Nhật Bản                                               | 6–0             | Hồng Kông |
| ------------------------------------------------------ | --------------- | --------- |
| - Soma 2', 55' - Machino 20', 57' - Nishimura 22', 40' | Chi tiết (EAFF) |           |

| Nhật Bản | Hồng Kông |

| Trung Quốc | 0–3             | Hàn Quốc                                                            |
| ---------- | --------------- | ------------------------------------------------------------------- |
|            | Chi tiết (EAFF) | - Chu Thần Kiệt 39' (l.n.) - Kwon Chang-hoon 54' - Cho Gue-sung 80' |

| Trung Quốc | Hàn Quốc |

| Hàn Quốc                                  | 3–0             | Hồng Kông |
| ----------------------------------------- | --------------- | --------- |
| - Kang Seong-jin 17', 86' - Hong Chul 74' | Chi tiết (EAFF) |           |

| Hàn Quốc | Hồng Kông |

| Nhật Bản | 0–0             | Trung Quốc |
| -------- | --------------- | ---------- |
|          | Chi tiết (EAFF) |            |

| Nhật Bản | Trung Quốc |

| Trung Quốc     | 1–0             | Hồng Kông |
| -------------- | --------------- | --------- |
| - Đàm Long 67' | Chi tiết (EAFF) |           |

| Trung Quốc | Hồng Kông |

| Nhật Bản                              | 3–0             | Hàn Quốc |
| ------------------------------------- | --------------- | -------- |
| - Soma 48' - Sasaki 63' - Machino 72' | Chi tiết (EAFF) |          |

| Nhật Bản | Hàn Quốc |

## Thống kê

### Vô địch
| Cúp bóng đá Đông Á 2022 |
| ----------------------- |
| Nhật Bản Lần thứ 2      |

### Các giải thưởng
| Thủ môn xuất sắc nhất | Hậu vệ xuất sắc nhất | Vua phá lưới            | Cầu thủ xuất sắc nhất |
| --------------------- | -------------------- | ----------------------- | --------------------- |
| Kim Dong-jun          | Taniguchi Shogo      | Machino Shuto Soma Yuki | Soma Yuki             |

### Cầu thủ ghi bàn
Đã có 16 bàn thắng ghi được trong 6 trận đấu, trung bình 2.67 bàn thắng mỗi trận đấu.
3 bàn thắng
- Soma Yuki
- Machino Shuto

2 bàn thắng
- Nishimura Takuma
- Kang Seong-jin

1 bàn thắng
- Đàm Long
- Sasaki Sho
- Kwon Chang-hoon
- Cho Gue-sung
- Hong Chul

1 bàn phản lưới nhà
- Chu Thần Kiệt (trong trận gặp Hàn Quốc)

## Bản quyền phát sóng
- Nhật Bản - Fuji TV
- Hàn Quốc - SPOTV